# Вук (мультфильм)
«Вук» (венг. Vuk) — венгерский мультипликационный фильм о приключениях лисёнка Вука, созданный в 1981 году на студии «Паннония-филм» по мотивам книги Иштвана Фекете.

## Сюжет
В одной лисьей семье рождается много малышей-лисят. Один из них — Вук — самый проворный, умный и любопытный. Благодаря своему любопытству, Вук выбегает из норы на «охоту». Как раз в этот момент на их жилище выходит охотник с собаками и уничтожает семью лисёнка.
Вук возвращается обратно, но никого не находит. Испуганный лисёнок не может понять, куда делись его родные. Тут приходит старый лис Карак, который, назвавшись дядей, берёт Вука жить к себе. Карак учит лисёнка искусству охоты и жизни. И вскоре Вук становится настоящим охотником. Он узнаёт, что в смерти его семьи виноват человек-охотник, живущий неподалёку, и, несмотря на страшные запреты дяди Карака, начинает проникать во двор «гладкокожего». Вук мстит охотнику, крадя у него домашнюю птицу, обманывая его глуповатых и самовлюблённых охотничьих собак. Там же, во дворе, он находит и свою любовь — молодую лисичку, пойманную охотником и сидящую в клетке. Конечно же, молодые сразу понравились друг другу. Вук решает спасать свою подружку.
Даже боящийся охотника Карак помогает Вуку. Однако, чуть позднее, убегая от преследования охотников, старый лис жертвует собой, чтобы спасти молодых.
Одержимый местью за убийство Карака и своей семьи, Вук не оставляет охотника и полностью разоряет его. Пытаясь остановить молодого лиса, охотник расставляет по всему лесу капканы с приманкой, но в итоге сам же и попадает в них вместе со своими собаками, сполна получив по заслугам. В конце мультфильма показывают Вука вместе с его семьёй и детьми в его жилище.

## Роли озвучивали
| Роль                  | В оригинале                |
| --------------------- | -------------------------- |
| рассказчик            | Тибор Битскей              |
| маленький Вук         | Юдит Погани                |
| взрослый Вук          | Йожеф Дьябронка            |
| Ка́рак, дядя Вука      | Ласло Чакани               |
| Чак (Каг), отец Вука  | Дьюла Сабо                 |
| И́ни, мать Вука        | Тери Фёльди                |
| Че́ле, подруга Вука    | Эржебет Кутвёльди          |
| пёс Вахур (Вагур)     | Шандор Сабо                |
| пёс Фицко             | Андраш Мартон              |
| Ёжик                  | Андраш Мартон              |
| охотник (Гладкокожий) | Роберт Кольтаи             |
| лягушка               | Дьюла Ховарт               |
| ворон                 | Дьюла Бодроги              |
| петух Мартин (Мартен) | Ференц Зенте               |
| курица                | Юдит Цигани                |
| кошка Мяу             | Юдит Цигани                |
| филин Ух              | Отто Сабо                  |
| жена охотника         | Илона Дьёри                |
| гуси                  | Петер Хауманн, Габор Марош |

#### На английский язык
В американский прокат фильм вышел в 1987 году под названием «The Little Fox» (с англ. — «Маленький лисёнок»), озвученный на студии «Celebrity Home Entertainment». В англоязычной версии Вука зовут Виком (англ. Vic)
В 2008 году был выпущен сиквел (en:A Fox's Tale), где в англоязычной версии сына Вука, в оригинале названного честь отца, зовут Джек, а в озвучивании англоязычных голосов приняли участие Миранда Ричардсон и Сиенна Миллер.